# Lino Benech
Lino Benech (nascido em 15 de outubro de 1947) é um ex-ciclista uruguaio. Representou sua nação durante os Jogos Olímpicos de Verão de 1972, na prova de contrarrelógio.